# アルシノ・シウヴァ
アルシノ・シルヴァ（ポルトガル語: Alcino J. Silva、1961年4月9日 - ）は、アメリカ合衆国の生物学者、神経学者。ポルトガル生まれ。マサチューセッツ工科大学時代には、利根川進の研究室に所属していた。現在はカリフォルニア大学ロサンゼルス校の神経生物学科の教授を務めている。